# Celles (Dordogne)
Die französische Gemeinde Celles (okzitanisch Cela) liegt im Département Dordogne in der Region Nouvelle-Aquitaine (vor 2016: Aquitanien). Sie hat 611 Einwohner (Stand: 1. Januar 2022) und gehört zum Arrondissement Périgueux. Die Einwohner werden Cellois und Celloises genannt.

## Geographie
Celles liegt etwa 27 Kilometer nordwestlich von Périgueux. Die Dronne begrenzt die Gemeinde im Süden. Umgeben wird Celles von den Nachbargemeinden Coutures im Nordwesten und Norden, Bourg-des-Maisons im Norden und Nordosten, Grand-Brassac im Osten, Saint-Victor im Südosten, Saint-Méard-de-Drône im Süden, Villetoureix im Südwesten und Westen sowie Bertric-Burée im Westen.

## Bevölkerungsentwicklung
| Jahr                       | 1962 | 1968 | 1975 | 1982 | 1990 | 1999 | 2006 | 2019 |
| Einwohner                  | 761  | 675  | 582  | 600  | 597  | 552  | 555  | 589  |
| Quellen: Cassini und INSEE |      |      |      |      |      |      |      |      |

## Sehenswürdigkeiten
- Kirche Saint-Pierre aus dem 12. Jahrhundert, frühere Prioratskirche
- Kapelle Saint-Jean-de-la-Lande aus dem 14. Jahrhundert
- Kapelle Sainte-Marie aus dem 17. Jahrhundert
- Schloss Lascoux aus dem 16. Jahrhundert
- Schloss La Pauze aus dem 19. Jahrhundert

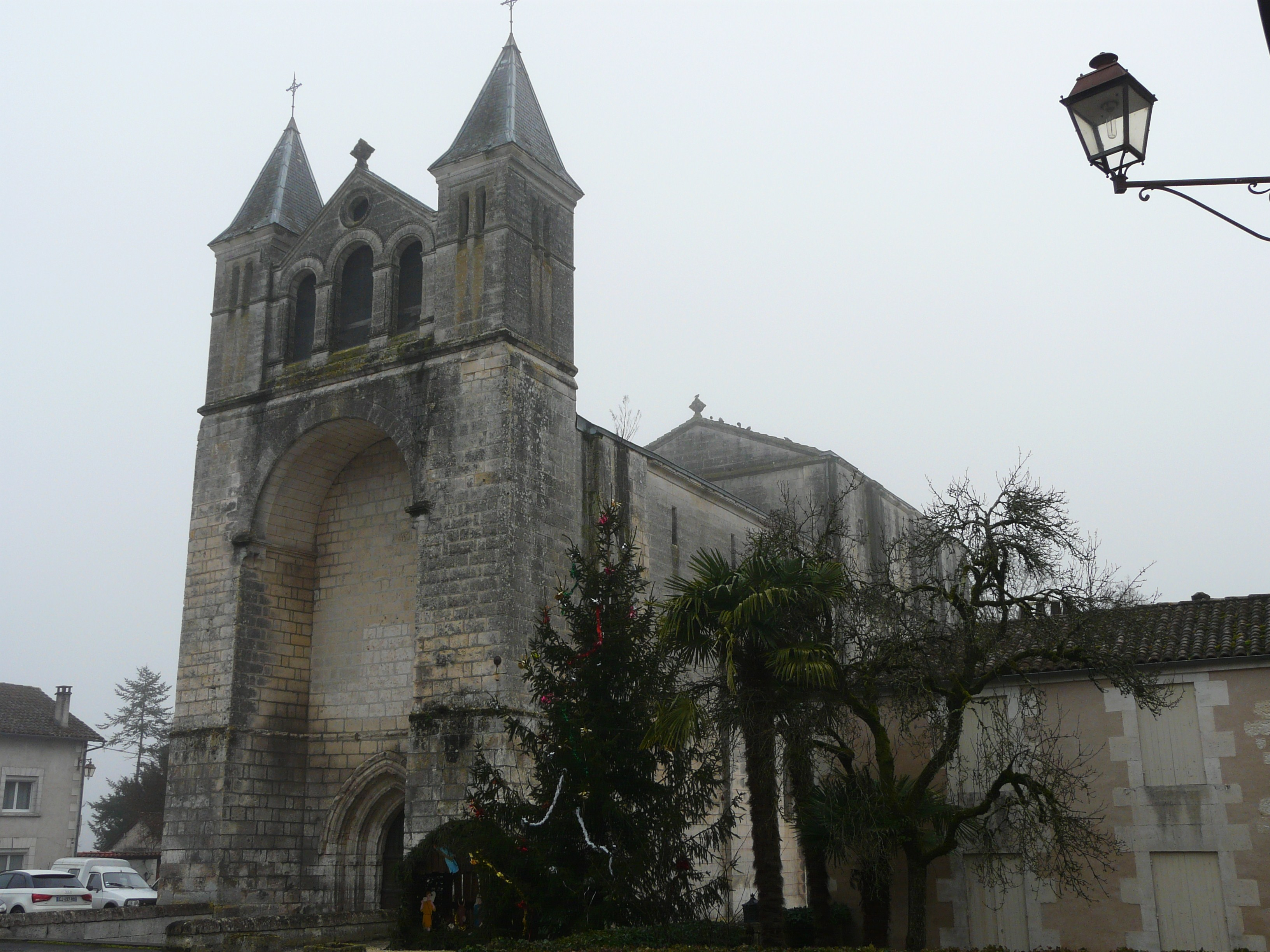
Kirche Saint-Pierre
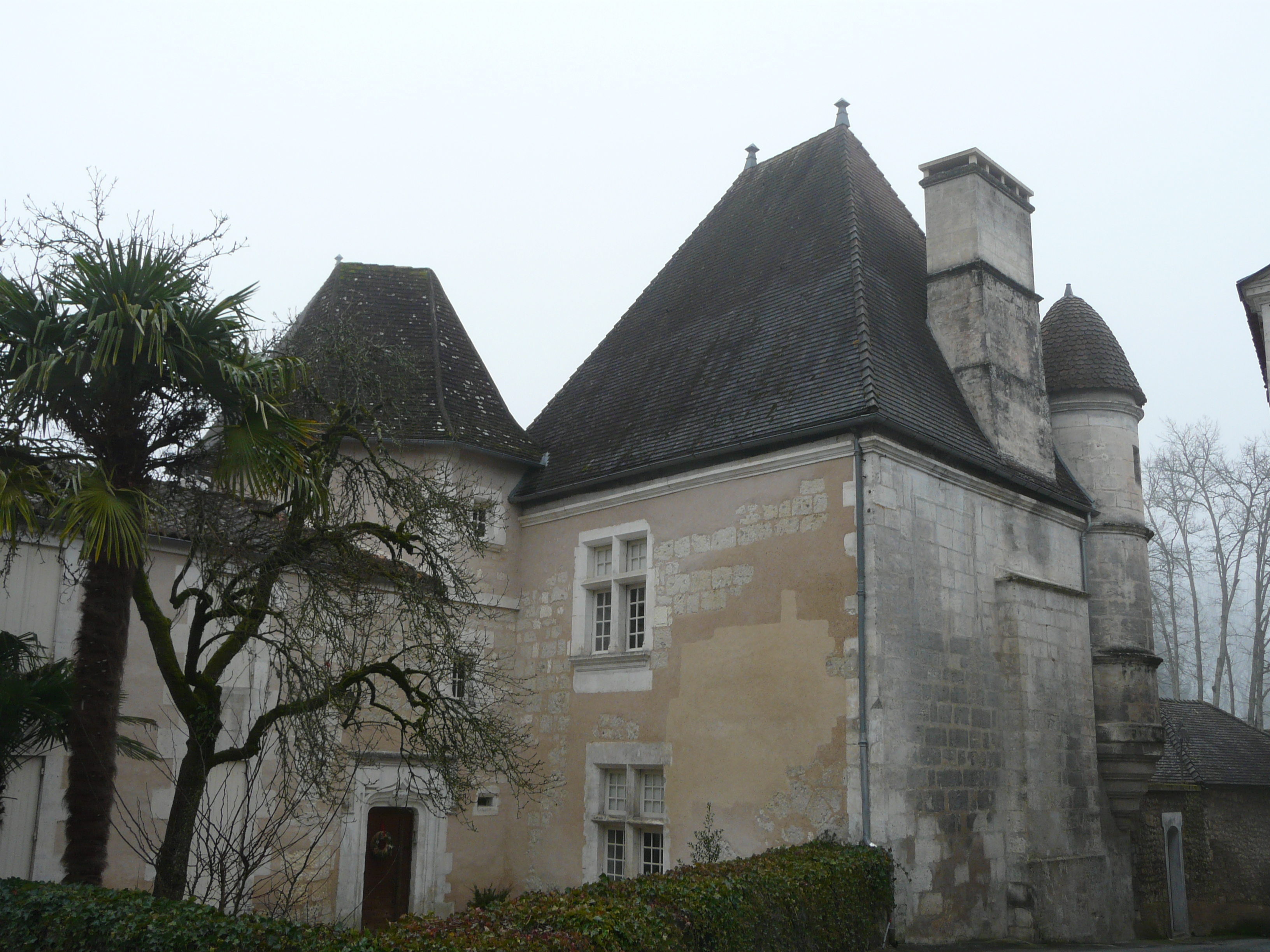
Schloss Lascoux
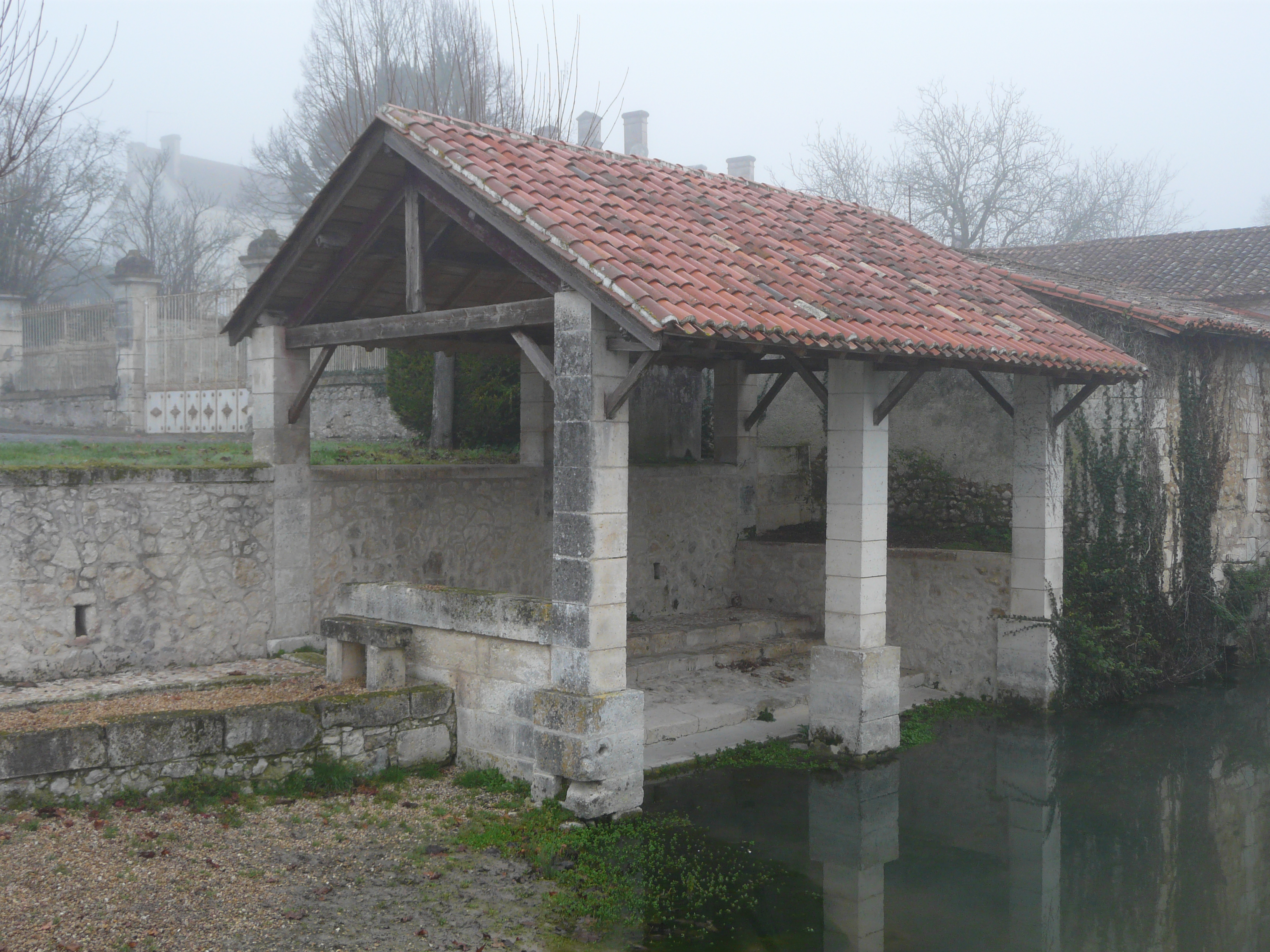
Ehemaliges Waschhaus